# Dioscorea sellowiana
Dioscorea sellowiana är en enhjärtbladig växtart som beskrevs av Edwin Burton Uline och Reinhard Gustav Paul Knuth. Dioscorea sellowiana ingår i släktet Dioscorea och familjen Dioscoreaceae. Inga underarter finns listade i Catalogue of Life.